# Habitatge al carrer Nou, 13 (Amer)
L'Habitatge al carrer Nou, 13 és una obra d'Amer (Selva) inclosa a l'Inventari del Patrimoni Arquitectònic de Catalunya.

## Descripció
Edifici entre mitgeres de tres plantes i coberta de doble vessant a façana situada al costat esquerre del carrer Nou. Consta de dues crugies i la façana està arrebossada i pintada, a excepció dels marcs de les obertures de primer pis, de pedra sorrenca.
La planta baixa consta d'un portal de garatge de porta metàl·lica i una porta d'accés als pisos superiors.
El primer pis conté un balcó i una finestra emmarcats de pedra en grans blocs i amb llindes monolítiques. La base del balcó també és monolítica, amb motllures, i la barana, de decoració senzilla de barrots prismàtics i alguns en espiral.
El segon pis consta de dues finestres d'obra de rajola i ciment i ampit de placat de pedra. El ràfec és de dues fileres, una de rajola plana i una de teula.

## Història
Casa originaria del segle xviii amb reformes durant els segles XIX i XX.